# 足利高基
足利 高基（あしかが たかもと）は、戦国時代の武将。第3代古河公方（在職：永正9年（1512年） - 天文4年（1535年））。足利政氏の長男。母は不詳。妻は宇都宮成綱の娘・瑞雲院。

## 生涯
明応4年（1495年）に元服して、室町幕府第11代将軍・足利義高（後の義澄）の偏諱を受けて高氏（たかうじ）と名乗るが、初代将軍足利尊氏の初名と被ってしまうため、後に初代鎌倉公方・足利基氏（尊氏の子）の一字により高基（または義基）と改名した。
上杉氏の方針などをめぐって、父と叔父（兄弟とも）の上杉顕実と不和になって対立した（永正の乱）。一時、宇都宮氏の宇都宮成綱のもとに身を寄せたこともある（ちなみに、この高基と政氏の争いのさなかに、高基の弟・足利義明は謀反を起こして独立し、小弓公方となる）。
その後、古河公方擁立を企む岳父・宇都宮成綱を中心とした高基方（宇都宮成綱、結城政朝、小田政治など）の支援によって、永正9年（1512年）に古河公方として後を継ぎ、扇谷上杉家や山内上杉家と対抗して、勢力拡大に奔走した。
永正13年（1516年）の縄釣の戦いで宇都宮成綱が政氏方の佐竹義舜を破ったことによって、名実ともに古河公方となった。後に山内上杉家とは和解して次男の晴直（上杉憲寛）を同家の養子としている。宇都宮成綱没後も嫡子の忠綱との関係も良好であったことが、忠綱に宛てた書状から確認できる。晩年には嫡男の晴氏とも対立している（関東享禄の内乱）。

## 偏諱を与えた人物
（＊前述の通り、「高」は将軍足利義高（義澄）から授与されたもの、「基」は初代鎌倉公方・足利基氏より一字を取ったものである。）
- 足利基頼（もとより、実弟）- 天文7年（1538年）の第一次国府台合戦において北条軍の攻撃を受けて甥（兄・義明（高基の弟）の子）の義純とともに討ち死にする。義明もその後に戦死した。
- 大関高増（大田原資清の子）
- 小山高朝（結城政朝の子）
- 那須高資
- 二階堂高盛（たかもり、家臣、二階堂氏一族）
- 簗田高助（家臣）
- 簗田基良（もとよし、高助の弟）
- 簗田基助（もとすけ、高助・基良の従兄弟）